# Summer Camp Island
Summer Camp Island é uma série animada americana criada para Cartoon Network por Julia Pott, anteriormente animadora e argumentista na série Adventure Time. Foi anunciada em janeiro de 2017 e exibida em vários festivais de cinema, incluindo o Festival Sundance.
A série mostra as aventuras do Oscar e da Loba Espinho, duas crianças num acampamento de verão mágico. Estreou nos Estados Unidos a 7 de julho de 2018 com uma maratona de 48 horas dos primeiros vinte episódios, tanto no Cartoon Network como no Boomerang. A série estreou no Brasil a 18 de agosto de 2018 e em Portugal a 19 de janeiro de 2019.
Julia Pott anunciou que outros 20 episódios estreariam no Cartoon Network nos finais de 2018, mas estes acabaram por ser adiados para 23 de junho de 2019.

## Sinopse
Num mundo de animais antropomórficos, Summer Camp Island segue os melhores amigos de infância Oscar Peltzer, um elefante, e Hedgehog (Ouriço (PT) ou Loba-Espinho (BR)), uma ouriço-cacheiro, que são deixados num acampamento de verão mágico. No acampamento, existem muitas coisas estranhas: monitoras que são bruxas, unicórnios, tubarões falantes, yetis, cabanas assombradas, notas adesivas que levam a outras dimensões e monstros debaixo da cama. Os dois amigos têm de lidar com a estranheza e fazer a sua estadia valer a pena.

## Personagens

### Principais
- Oscar Peltzer (com voz de Justin Felbinger no piloto e de Elliott Smith, de Asher Bishop e de Antonio Raul Corbo na série), um elefante antropomórfico que é o melhor amigo da Ouriço. Ele vive em Nova Jérsia. O Oscar tem problemas em integrar-se com a estranheza do acampamento, mas quando quer fazer alguma coisa, não para enquanto não conseguir. Ele é muito dependente da Ouriço, e não consegue fazer muita coisa sem ela, mas tenta melhorar. Ele também faz tudo para superar a Susie, que gosta de o irritar.
- Ouriço (PT) ou Loba-Espinho (BR) (com voz de Ashley Boettcher no piloto e de Oona Laurence na série), uma ouriço-cacheiro antropomórfica que é a melhor amiga do Oscar. Ela vive em Nova Jérsia. Ela é a mais razoável e lógica dos dois. Ela quer ajudar o Oscar a sair da sua zona de conforto, mas também quer superar a Susie. No episódio Hedgehog Werewolf, ela é mordida por um lobisomem e transforma-se num quando é lua cheia. Ela está apaixonada pelo Max, e tem aulas para ser tornar bruxa com a Betsy. A Ouriço gosta de música, de rádio, de ciência e de feitiçaria.
- Susie McCallister (com voz de Julia Pott), uma gata antropomórfica que é a monitora chefe e uma bruxa. Ela é antipática e condescendente para com os campistas, apesar de poder demonstrar alguma responsabilidade e simpatia. Apesar de ter o aspeto e o comportamento de uma adolescente de 15 anos, é revelado em Fuzzy Pink Time Babies que tem pelo menos 150 e que era viva em 1892. Ela gosta especialmente de irritar o Oscar.
- Alice Fefferman (com voz de Charlyne Yi), uma elefante antropomórfica que é uma das monitoras e a bruxa mais poderosa. Ela é o braço direito da Susie, mas não é tão má para os campistas. Apesar disso, ela é muito autoritária e preferiria tornar tudo fofo só para se divertir.
- Betsy Spellman (com voz de Nikki Castillo), uma égua antropomórfica que é uma das monitoras bruxas. Ela é a bruxa mais simpática e razoável, e até ensina magia à Ouriço em segredo. É revelado em Hedgehog Werewolf que ela é um lobisomem, mas que o mantém segredo de todos menos da Ouriço.
- Max (com voz de Thomas Vaethroeder no piloto e de Ramone Hamilton na série), um morcego antropomórfico. Ele é um rapaz divertido e prestável que gosta de estar com o Oscar e com a Ouriço, ao contrário da sua atitude no piloto, em que parece considerar o Oscar um incómodo. Todos acham que ele é fixe por causa do chapéu para trás.

### Secundárias
- Pijama (com voz de Anna Strupinski no piloto e de Naomi Hansen na série), o pijama do Oscar que ganha vida quando chega à ilha.
- Pepper Corn (com voz de Sam Lavagnino), um panda antropomórfico que adora o seu cobertor.
- Lucy Thompson (com voz de Indie Nameth), uma porca-formigueira antropomórfica que vive em Manhattan e é muito independente. Ela está apaixonada pelo Oscar.
- Oliver (com voz de Andre Robinson), um cão antropomórfico que é musicalmente dotado.
- Alexa Mongello (com voz de Alexa Nisenson), uma girafa antropomórfica que é a irmã mais velha da Lem.
- Lem Mongello (com voz de Daphne Thomas), uma girafa antropomórfica que é a irmã mais nova da Alexa.
- Dr. P. Tubarão (com voz de Judd Hirsch no piloto e de Richard Kind na série), um tubarão falante que vive na piscina da cabana do Oscar. Ele é um psicólogo.
- Barb (com voz de Whoopi Goldberg), uma elfo trabalhadora e amiga do Oscar e da Ouriço.
- Howard (com voz de Mike Birbiglia), um monstro cinzento de óculos que vive na ilha. É amigo dos campistas.
- Ava (com voz de Fortune Feimster), uma monstro com manchas que vive na ilha. É amiga dos campistas.
- Mortimer (com voz de Bobby Moynihan), um monstro azul que vive na ilha. É amigo dos campistas.
- Blanche (com voz de Alia Shawkat), uma monstro castanha com chifres que vive na ilha. É amiga dos campistas.
- Melvin (com voz de Bobby Moynihan), um monstro pequeno e laranja que vive na ilha. É amigo dos campistas.
- Margot (com voz de Kimiko Glenn), uma monstro roxo alado que vive na ilha. É amiga dos campistas.
- Freddie (com voz de Cole Sanchez), um monstro bebé azul que vive na ilha. É amigo dos campistas.
- O Sol (com voz de Melanie Lynskey), um sol que é indiferente àqueles à volta dela.
- A Lua (com voz de Cedric the Entertainer), uma lua amigável que é amigo do Oscar e da Ouriço.
- Monstro Debaixo da Cama (com voz de Judd Hirsch no piloto e de Alfred Molina na série), um monstro que vive debaixo da cama da Ouriço.
- Sue e Andy Peltzer (com voz de Kathleen Wilhoite e Alfred Molina), elefantes antropomórficos que são os pais do Oscar.
- Saxofone (com voz de Elijah Wood), um yeti adolescente.
- Puddle (com voz de Ethan Maher), uma extraterrestre que está apaixonada pelo rei do seu planeta.
- O Rei (com voz de Sam Lavagnino), o rei do planeta dos extraterrestres e namorado da Puddle.
- Fantasma (com voz de Caleb McLaughlin), um fantasma e ex-namorado da Betsy, a quem a Susie apagou a memória.
- Torrada de Canela (com voz de Alia Shawkat), uma torrada de canela que estuda jornalismo.
- Banana Split Popular (com voz de Nat Faxon), um banana split atlético e popular.
- Jimjama (com voz de Bobby Moynihan), o velho pijama da Susie que é o seu companheiro de quarto.
- Ramona (com voz de Leslie Nicol), a amiga idosa da Susie que vive entre os segundos do relógio.
- A Rainha Lobisomem (com voz de Lorraine Bracco), uma pequena loba que é a líder dos lobisomens da ilha. A Ouriço salvou-a e, para lhe agradecer, ela mordeu-a e transformou-a num lobisomem.

## Produção
Esta é a segunda série original do Cartoon Network a ter sido criada apenas por uma mulher, depois de Steven Universe, criado por Rebecca Sugar.

## Prémios e Nomeações
| Ano  | Prémio                                            | Categoria                                                 | Nomeado(s)                | Resultado |
| ---- | ------------------------------------------------- | --------------------------------------------------------- | ------------------------- | --------- |
| 2016 | AFI Fest                                          | Menção Especial do Júri para Curtas-Metragens de Animação | Julia Pott (por "Piloto") | Venceu    |
| 2016 | AFI Fest                                          | Curta-Metragem Animada                                    | Julia Pott (por "Piloto") | Indicado  |
| 2017 | Florida Film Festival                             | Melhor Curta-Metragem                                     | Julia Pott (por "Piloto") | Venceu    |
| 2017 | Provincetown International Film Festival          | Melhor Curta-Metragem Animada                             | Julia Pott (por "Piloto") | Venceu    |
| 2017 | Festival Internacional de Cinema de São Francisco | Melhor Filme de Família                                   | Julia Pott (por "Piloto") | Venceu    |
| 2017 | Festival Internacional de Cinema de São Francisco | Melhor Curta-Metragem Animada                             | Julia Pott (por "Piloto") | Indicado  |
| 2017 | Festival Sundance de Cinema                       | N/A                                                       | Julia Pott (por "Piloto") | Indicado  |
| 2017 | SXSW Film Festival                                | Curta-Metragem Animada                                    | Julia Pott (por "Piloto") | Indicado  |
| 2018 | Common Sense Media                                | Selo Common Sense                                         | Summer Camp Island        | Venceu    |